# シャーマン島 (アメリカ合衆国)

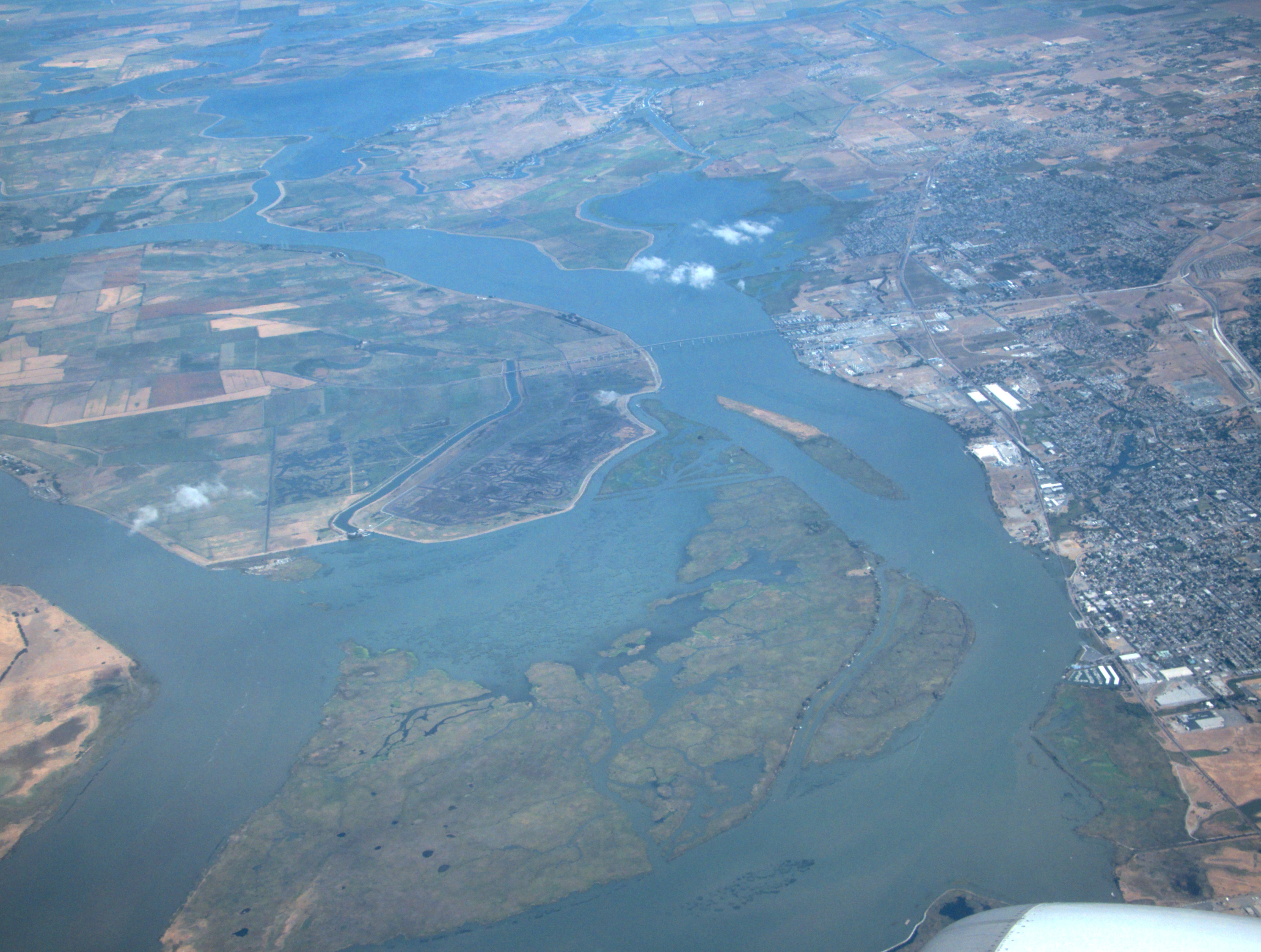
左がシャーマン島、右がアンティオック

シャーマン島 (シャーマンとう、Sherman Island) はアメリカ合衆国カリフォルニア州サクラメント郡にある島。サクラメント・サンワーキン川デルタにある島のひとつ。アンティオックの北東2kmにあり、面積5,500ha、人口233人（2000年）。島の北、北西はサクラメント川、北東はスリーマイル・スラウ、東、南西はサンワーキン川。
島へはカリフォルニア州道160号線が通っており、南のアンティオックとはアンティオック橋で、北のブラナン島州立リクリエーションエリアとはスリーマイル・スラウ橋で結ばれている。
島の南西には広い湿地とシャーマン湖がある。